# Джон Гус (фильм, 1977)
«Джон Гус»  (англ. John Hus) — американский биографический фильм о чешском проповеднике Яне Гусе, снятый режиссером Майклом Эконому в 1977 году.

## Сюжет
Биографический рассказ о жизни, служении, суде и мученической смерти богемского (чешского) проповедника XV века Джона (Яна) Гуса. Реформы Джона Уиклифа оказали влияние на учение Гуса. Учение Гуса стало основой идеологии гуситского движения и, повлияло на деятельность Мартина Лютера.

## В ролях
- Род Колбин — Джон (Ян) Гус
- Реджис Кордик — кардинал Энтони
- Марвин Миллер — германский король Сигизмунд
- Шандор Насзоди — прокурор в Совете
- Гордон де Вол — лорд Джон Хлум
- Джек Лукс — лорд Венцеслав
- Кармен Сапата — мать Иоанна Гуса
- Джон Харт — богослов
- Стивен Мэнли — Гус в детстве
- Кристофер Бьюмонт — тюремщик
- Рон Хайяк — Гус в молодости
- Аллен Джозеф
- Брайан Вуд
- Уэйд Кросби

## Съемочная группа
- Режиссер: Майкл Эконому
- Сценарист: Ричард Моран
- Продюсеры: Дон Дик, Джеймс Ханнум, Гэри Хейнс, Рой Наден
- Композитор: Уильям Таскер
- Оператор: Джерри Рид
- Киномонтажеры: Майкл Эконому, Спенсер Гордон
- Художественный руководитель: Колин Мид
- Дизайнеры костюмов: Бад Кларк, Cindy Kurtzhals
- Гримеры: Стив Боттрофф, Мэри Элис Гордон, Тони Лейн, Эдвард Тернес
- Менеджеры производства: Делмер Кайл, Кент Рид, Тим Роут
- Ассистент режиссера: Джордж Адамс
- Звукорежиссеры: Гэри Брукс, Эрик Грэм
- Ассистенты оператора: Джим Дан,Энтони Франческо, Спенсер Гордон, D.L.Keliher, Mike Levesque, Russ Nannarello
- Прочие: Эдвард Пестер, Чарли Милс, Пол Ланда